# Коромыслово (Новгородская область)
Коромыслово — ранее существовавшая деревня в Новгородском районе Новгородской области (сейчас — район улицы Дальней).
В 1957 году входила в состав Новомельницкого сельского совета.
Координаты, предоставленные Росреестром: 58° 31.4' с. ш. и 31° 13 'в. д.
Согласно «Списков населенных мест и сведений о селениях Новгородской губернии», Новгород, Типо-литография Н. И. Богдановского, 1884 г. деревня Коромыслово Новомельницкого сельского общества, прихода градской Фроловской церкви относилась к Никольской волости Новгородского уезда
В деревне 12 крестьянских дворов, ветряная мельница.
Число жителей по приходским сведениям 1879 года: мужчин — 43, женщин — 41.
Надельной земли: удобной 118 десятин и 2160 сажен, неудобной — 5 десятин и 960 сажен.
В статистическом справочнике «Материалы для оценки земельных угодий Новгородской губернии, Новгородский уезд» (Новгород, 1895 год) имеются следующие сведения:
В таблице 1 «Земельный инвентарь» в главе 19 «Троицкая волость» на стр. 292 имеется запись:
1. NN по порядку: 1049
2. NN генерального межевания: 277
3. NN частей специального межевания:---
4. NN владения по порядку: ---
5. Название дач генерального и специального межеваний, звание, имя и фамилия владельца: Деревни Новая Мельница и Коромыслово. Под NN владения по порядку: 2 Указано: Над. (надельная) гос. кр. д. Коромыслова
6. Усадьбы: 4,0
7. Пашни: 40,0                                                                                                                                                                                                                                                                                                                                                                                                       Сенокоса:
8. Заливного -
9. Суходольного 41,4
10. Леса и прочих угодий -
11. Итого удобной 85,4
12. Всего с неудобной 85,9

А также на стр. 296 имеется запись:
1. NN по порядку: 1082
2. NN генерального межевания: 460
3. NN частей специального межевания:---
4. NN владения по порядку: ---
5. Название дач генерального и специального межеваний, звание, имя и фамилия владельца: Пожня Аксентьевская. Под NN владения по порядку: 1. Указано: Над. (надельная) гос. кр. д. Коромыслова.
6. Усадьбы ---
7. Пашни —                                                                                                                                                                                                                                                                                                                                                                                                    Сенокоса
8. Заливного ---
9. Суходольного 30,0
10. Леса и прочих угодий 1,6
11. Итого удобной 31,6
12. Всего неудобной 32,0

Согласно «Списка населенных мест новгородской губернии. Новгородский уезд». Выпуск I, Новгород, 1907 год, в Троицкой волости есть деревня Коромыслово, Новомельницкого сельского общества.
Занятых постройками дворовых мест — 17, жилых построек — 26. Число жителей: мужчин — 46, женщин — 51.
Населенный пункт присутствует на картах начиная с «военно-топографической карты Российской империи 1846—1863 гг..» (Созданной под руководством Ф. Ф. Шуберта и П. А. Пучкова. Ряд V, лист 9, 1855 год, масштаб: 3 версты на дюйм, издана в 1912 г.); на топографических картах 1919, 1941, 1958 годов, и на картах 1965 и 1972 годов.
Номенклатурный лист карт О-36-051.
11.04.2019 года в Государственный каталог географических названий внесена регистрационно-учётная запись № 0809685 о ранее существовавшем населенном пункте деревня Коромыслово Новгородского района Новгородской области, указаны географические координаты (Информационное письмо ФГБУ «Центр геодезии, картографии и ИПД» № 132/2760 от 19.04.2019 г.)
Государственный архив Новгородской области в Информационном письме № 296/02 от 22.02.2019 г. сообщает:
«… при просмотре систематического каталога ГАНО; Справочника административно-территориального деления Новгородской губернии и области 1727—1995 г.г., сведений о снятии с регистрационного учета или переименовании деревни Коромыслово не выявлено».